# Fabio Scozzoli
Fabio Scozzoli (Lugo, 3 agosto 1988) è un ex nuotatore italiano.

## Carriera
Specialista nei 50 e 100 m rana, il nuotatore forlivese è anche un buon mistista. Ha ottenuto i primi successi a livello assoluto nel 2007 quando ha vinto il titolo italiano dei 100 m rana ai campionati estivi.

### Il 2009
È stata la stagione in cui Scozzoli si è rivelato un ranista di livello internazionale. In giugno è stato chiamato per la prima volta in nazionale: convocato ai Giochi del Mediterraneo di Pescara come staffettista, con la 4×100 m mista ha vinto la medaglia di bronzo.
Pochi giorni dopo ha partecipato alle Universiadi di Belgrado e in semifinale dei 100 m ha migliorato il primato italiano che Domenico Fioravanti deteneva con 1'00"46 dalla finale olimpica di Sydney 2000 nuotando 1'00"14: nella finale del 6 luglio ha vinto la medaglia d'argento dietro a Igor Borysik ed è sceso sotto il minuto con 59"85, diventando il primo italiano a scendere sotto il muro del minuto nella specialità. Inoltre è stato finalista nei 50 m rana e ha vinto un'altra medaglia d'argento con la staffetta mista. Scozzoli ha condiviso la soddisfazione per questi successi con il suo allenatore, l'ungherese Tamas Gyertyanffy. Queste prestazioni non gli hanno consentito comunque di partecipare agli imminenti mondiali che si sono disputati a Roma poche settimane dopo.
Nel novembre successivo in coppa del mondo a Berlino, ha ottenuto 26"25 nei 50 m e 57"42 nei 100 m in vasca corta, nuovi primati italiani. A dicembre, agli europei in vasca corta di Istanbul, Scozzoli è arrivato quarto sia nei 50 m (con 26"23, primato personale) che nei 100 m rana, in quest'ultima gara è giunto a quattro centesimi da Igor Borysik e ha migliorato ancora il primato italiano, portandolo a 57"01.

### Il 2010
Per Scozzoli il 2010 è stato un anno molto positivo: ha vinto sette titoli italiani tra rana, misti (i suoi primi) e staffette; in agosto al debutto ai campionati europei a Budapest è andato in finale con la 4×100 m mista, arrivando quinto con Mirco Di Tora, Stefano Mauro Pizzamiglio e Filippo Magnini, ha vinto la medaglia di bronzo nei 100 m rana con il tempo di 1'00"41, nuovo primato personale senza costumi tecnologici e nei 50 m rana ha conquistato a sorpresa la medaglia d'oro con il tempo di 27"38.
A novembre ha vinto un oro nei 100 m rana, un argento con la 4×50 m mista assieme a Mirco Di Tora, Paolo Facchinelli e Marco Orsi e un bronzo nei 50 m rana agli europei in vasca corta di Eindhoven e, ai mondiali in vasca da 25 metri di Dubai di dicembre, la medaglia d'argento nei 100 m rana, battuto da Cameron van der Burgh, a cui è seguita la squalifica nei 50 m rana dopo essere arrivato terzo.

### Il 2011
Il 25 luglio 2011 ha conquistato la medaglia d'argento ai campionati mondiali di Shanghai nei 100 m rana battuto da Alexander Dale Oen e davanti a Van der Burgh, stabilendo anche due primati italiani: in semifinale con 59"83 e in finale con 59"42. Il 27 luglio 2011 ha vinto la medaglia d'argento anche nei 50 m rana, dietro al brasiliano Felipe França Silva e sempre davanti a Van der Burgh, stabilendo inoltre il primato italiano con 27"17. Appena tornato in Italia, il 4 agosto ha migliorato il primato italiano ed europeo dei 50 m rana in vasca corta, detenuto da Alessandro Terrin, vincendo il titolo italiano ai campionati estivi.

### Il 2012
Anche il 2012 per Scozzoli comincia molto bene, e il 22 maggio ai campionati europei conquista la medaglia d'oro nei 100 m rana con il tempo di 1'00"55, precedendo l'ucraino Valeriy Dymo e l'altro nuotatore azzurro Mattia Pesce. Il 26 maggio conquista l'argento nei 50 m rana ed infine, il giorno successivo, giornata di chiusura dei Campionati europei, regala all'Italia, insieme a Mirco Di Tora, l'esordiente Matteo Rivolta e Filippo Magnini la prima medaglia d'oro in assoluto nella staffetta 4x100 mista nella storia della manifestazione. Alle Olimpiadi di Londra 2012 (fine luglio) ottiene solo un settimo posto nei 100 m rana maschili dopo essersi qualificato in finale con il secondo miglior tempo. Dopo la delusione olimpica si riprende in fretta e finisce l'annata in crescendo: il 13 dicembre 2012 si laurea campione del mondo per la prima volta nella sua carriera, vincendo la medaglia d'oro nei 100 metri rana maschili ai campionati mondiali di nuoto in vasca corta, a Istanbul: con questa vittoria Fabio Scozzoli entra nella storia del nuoto italiano, diventando il primo nuotatore italiano a vincere una medaglia d'oro individuale in una rassegna iridata in vasca corta.

### Dal 2013 al 2016
Nel 2013 il ranista forlivese non brilla ai XV Mondiali di nuoto disputatisi a Barcellona. È quinto in una gara in cui puntava alla medaglia. Successivamente decide di separarsi dal suo tecnico, Tamas Gyertyanffy. In autunno subisce un grave infortunio: si lesiona il legamento crociato anteriore del ginocchio. Dopo l'intervento chirurgico, segue una lunga riabilitazione, che porta via metà del 2014. In estate si svolgono i Campionati Europei, ma Scozzoli rinuncia per preparare al meglio i Mondiali in vasca corta di Doha (dicembre). Si trasferisce a Graz, in Austria, dove si allena con Dirk Lange, che è anche il tecnico di Cameron van der Burgh, il campione olimpico in carica.
Agli Europei in vasca corta di Neatanya (Israele) Scozzoli nuota nella staffetta 4x50 m misti vincendo la medaglia d'oro. Nelle gare individuali invece non primeggia.
Nel 2016 manca la qualificazione alle Olimpiadi di Rio de Janeiro. Vince due argenti ai campionati nazionali di Riccione: sui 50 m rana e sulla distanza doppia. Agli Europei di Londra si ferma in semifinale sia sui 50 che sui 100 rana (in quest'ultima gara non entra in finale per un solo centesimo). Prende parte alla Staffetta 4x100 mista-mista che, in finale, vince l'argento.

In dicembre, ai Campionati mondiali di nuoto in vasca corta di Windor, in Canada, Scozzoli torna sul podio in una manifestazione mondiale: è bronzo nel 100 rana.

### Dal 2017 al 2023, anno del ritiro
Nel 2017 partecipa ai campionati italiani primaverili vincendo la medaglia d'argento sia nei 50m che nei 100m rana con tempi per la prima volta paragonabili a quelli prima dell'infortunio.
I Campionati del mondo di nuoto del luglio dello stesso anno rappresentano la rinascita del ranista forlivese. Il 25 luglio, nella semifinale dei 50 m rana, stabilisce il nuovo primato italiano in 26"96. In finale (26 luglio) si migliora ancora in 26"91 chiudendo al sesto posto.

In dicembre partecipa ai Campionati europei di nuoto in vasca corta di Copenaghen. Sui 100 m rana è secondo dietro il primatista mondiale Adam Peaty (56"15, record italiano). Sui 50 metri batte l'inglese stabilendo con 25"62 il nuovo primato europeo.
Ai campionati italiani a squadre del 14-15 aprile 2018, Scozzoli vince due gare, 50 e 100 rana, stabilendo in entrambe il proprio record personale. Sulla distanza breve il tempo di 26"73 è il nuovo primato italiano. Agli Europei di Glasgow in vasca lunga arriva in finale sia nei 100 che nei 50 metri rana. Nella seconda conquista la medaglia d'argento con il nuovo record italiano (26"79). 
Ai Mondiali in vasca corta (Cina), si è qualificato per la finale dei 100 m rana, arrivando quarto (56"48).

Nel 2019 è stato nominato capitano della nazionale italiana di nuoto, ruolo che ha conservato fino al ritiro dall'attività agonistica.
Il 24 giugno 2023, in occasione della 59ª edizione del Trofeo Settecolli, annuncia il ritiro dall'attività agonistica.

## Vita privata
Il 20 maggio 2022 si è sposato con Martina Carraro, anch'essa nuotatrice della nazionale italiana.

## Primati
Fabio Scozzoli ha stabilito diciotto primati italiani, di cui quattro europei, nelle specialità dei 50 m e 100 m rana. Attualmente (maggio 2018) ne detiene tre: uno in vasca lunga e due in vasca corta.
| Competizione                 | Data             | Specialità | Vasca | Tempo      |
| ---------------------------- | ---------------- | ---------- | ----- | ---------- |
| Universiadi 2009             | 5 luglio 2009    | 100 m rana | 50 m  | 1'00"14 I* |
| stessa sede                  | 6 luglio 2009    | 100 m rana | 50 m  | 59"85 I*   |
| Shanghai 2011                | 24 luglio 2011   | 100 m rana | 50 m  | 59"83 I*   |
| stessa sede                  | 25 luglio 2011   | 100 m rana | 50 m  | 59"42 I*   |
| stessa sede                  | 27 luglio 2011   | 50 m rana  | 50 m  | 27"17 I*   |
| Budapest 2017                | 25 luglio 2011   | 50 m rana  | 50 m  | 26"96 I*   |
| stessa sede                  | 26 luglio 2011   | 50 m rana  | 50 m  | 26"91 PI   |
| Campionati italiani assoluti | 14 aprile 2018   | 50 m rana  | 50 m  | 26"73 I*   |
| Gwangju 2019                 | 24 luglio 2019   | 50 m rana  | 50 m  | 26"70 I    |
| Berlino 2009                 | 14 novembre 2009 | 50 m rana  | 25 m  | 26"25 I*   |
| stessa sede                  | 15 novembre 2009 | 100 m rana | 25 m  | 57"42 I*   |
| Istanbul 2009                | 11 dicembre 2009 | 100 m rana | 25 m  | 57"01 I*   |
| Roma 2011                    | 4 agosto 2011    | 50 m rana  | 25 m  | 26"11 E*   |
| Coppa del Mondo              | 8 agosto 2013    | 100 m rana | 25 m  | 56"49 I*   |
| stessa manif.                | 10 agosto 2013   | 50 m rana  | 25 m  | 25"71 E*   |
| Copenaghen 2017              | 13 dicembre 2017 | 50 m rana  | 25 m  | 25"62 PE   |
| stessa sede                  | 16 dicembre 2017 | 100 m rana | 25 m  | 56"15 PI   |
| Londra ISL 2019              | 23 novembre 2019 | 50 m rana  | 25 m  | 25"62 PE   |

- primato italiano, provvisorio = I*
- primato italiano attuale = PI
- primato europeo, provvisorio = E*
- primato europeo attuale = PE

## Palmarès

### Competizioni internazionali
| Anno | Manifestazione          | Sede       | Evento             | Risultato         | Prestazione | Note   |
| ---- | ----------------------- | ---------- | ------------------ | ----------------- | ----------- | ------ |
| 2009 | Giochi del Mediterraneo | Pescara    | 4x100m misti       | Bronzo            | 3'35"55     | [ 19 ] |
| 2009 | Universiadi             | Belgrado   | 50m rana           | 4º                | 27"49       |        |
| 2009 | Universiadi             | Belgrado   | 100m rana          | Argento           | 59"85       |        |
| 2009 | Universiadi             | Belgrado   | 4x100m misti       | Argento           | 3'35"75     | [ 20 ] |
| 2009 | Europei in vasca corta  | Istanbul   | 50m rana           | 4º                | 26"41       |        |
| 2009 | Europei in vasca corta  | Istanbul   | 100m rana          | 4º                | 57"01       |        |
| 2009 | Europei in vasca corta  | Istanbul   | 200m rana          | 33º in batteria   | 2'10"95     |        |
| 2010 | Europei                 | Budapest   | 50m rana           | Oro               | 27"38       |        |
| 2010 | Europei                 | Budapest   | 100m rana          | Bronzo            | 1'00"41     |        |
| 2010 | Europei                 | Budapest   | 4×100m misti       | 5º                | 3'36"61     | [ 21 ] |
| 2010 | Europei in vasca corta  | Eindhoven  | 50m rana           | Bronzo            | 26"68       |        |
| 2010 | Europei in vasca corta  | Eindhoven  | 100m rana          | Oro               | 57"78       |        |
| 2010 | Europei in vasca corta  | Eindhoven  | 200m rana          | 12º in batteria   | 2'10"24     |        |
| 2010 | Europei in vasca corta  | Eindhoven  | 4×50m misti        | Argento           | 1'33"83     | [ 22 ] |
| 2010 | Mondiali in vasca corta | Dubai      | 50m rana           | Finale            | dq          |        |
| 2010 | Mondiali in vasca corta | Dubai      | 100m rana          | Argento           | 57"13       |        |
| 2011 | Mondiali                | Shanghai   | 50m rana           | Argento           | 27"17       |        |
| 2011 | Mondiali                | Shanghai   | 100m rana          | Argento           | 59"42       |        |
| 2011 | Mondiali                | Shanghai   | 4×100m misti       | 11º in batteria   | 3'36"74     | [ 23 ] |
| 2011 | Europei in vasca corta  | Stettino   | 50m rana           | Oro               | 26"25       |        |
| 2011 | Europei in vasca corta  | Stettino   | 100m rana          | Bronzo            | 57"30       |        |
| 2011 | Europei in vasca corta  | Stettino   | 200m rana          | 17º in batteria   | 2'09”75     |        |
| 2011 | Europei in vasca corta  | Stettino   | 4×50m misti        | Oro               | 1'33"18     | [ 22 ] |
| 2012 | Europei                 | Debrecen   | 50m rana           | Argento           | 27"49       |        |
| 2012 | Europei                 | Debrecen   | 100m rana          | Oro               | 1'00"55     |        |
| 2012 | Europei                 | Debrecen   | 4×100m misti       | Oro               | 3'32"80     | [ 24 ] |
| 2012 | Giochi Olimpici         | Londra     | 100m rana          | 7º                | 59"97       |        |
| 2012 | Giochi Olimpici         | Londra     | 4×100m misti       | 14º in batteria   | 3'36"88     | [ 25 ] |
| 2012 | Europei in vasca corta  | Chartres   | 50m rana           | Oro               | 26"18       |        |
| 2012 | Europei in vasca corta  | Chartres   | 100m rana          | Oro               | 57"25       |        |
| 2012 | Europei in vasca corta  | Chartres   | 4×50m misti        | Batteria          | dq          | [ 26 ] |
| 2012 | Europei in vasca corta  | Chartres   | 4×50m misti mista  | Finale            | dq          | [ 27 ] |
| 2012 | Mondiali in vasca corta | Istanbul   | 50m rana           | Oro               | 57"10       |        |
| 2012 | Mondiali in vasca corta | Istanbul   | 100m rana          | Semifinale        | dns         |        |
| 2013 | Giochi del Mediterraneo | Mersin     | 100m rana          | Oro               | 1'00"06     |        |
| 2013 | Mondiali                | Barcellona | 50m rana           | 18º in batteria   | 27"60       |        |
| 2013 | Mondiali                | Barcellona | 100m rana          | 5º                | 59"70       |        |
| 2013 | Mondiali                | Barcellona | 4x100m misti       | 6º                | 3'34"06     | [ 28 ] |
| 2014 | Mondiali in vasca corta | Doha       | 50m rana           | 5º                | 26"15       |        |
| 2014 | Mondiali in vasca corta | Doha       | 100m rana          | 13º in semifinale | 57"73       |        |
| 2014 | Mondiali in vasca corta | Doha       | 4x50m misti        | 6º                | 1'32"68     | [ 29 ] |
| 2014 | Mondiali in vasca corta | Doha       | 4x50m misti mista  | Bronzo            | 1'37"90     | [ 30 ] |
| 2015 | Europei in vasca corta  | Netanya    | 50m rana           | 7º                | 26"46       |        |
| 2015 | Europei in vasca corta  | Netanya    | 100m rana          | 4º                | 57"14       |        |
| 2015 | Europei in vasca corta  | Netanya    | 4x50m misti        | Oro               | 1'31"71     | [ 31 ] |
| 2015 | Europei in vasca corta  | Netanya    | 4x50m misti mista  | Oro               | 1'38"33     | [ 32 ] |
| 2016 | Europei                 | Londra     | 50m rana           | 10º in semifinale | 27"77       |        |
| 2016 | Europei                 | Londra     | 100m rana          | 9º in semifinale  | 1'01"14     |        |
| 2016 | Europei                 | Londra     | 4×100m misti       | Finale            | dq          | [ 33 ] |
| 2016 | Europei                 | Londra     | 4×100m misti mista | Argento           | 3'45"74     | [ 33 ] |
| 2016 | Mondiali in vasca corta | Windsor    | 50m rana           | 7º                | 26"18       |        |
| 2016 | Mondiali in vasca corta | Windsor    | 100m rana          | Bronzo            | 57"04       |        |
| 2016 | Mondiali in vasca corta | Windsor    | 100m misti         | Semifinale        | dns         |        |
| 2016 | Mondiali in vasca corta | Windsor    | 4×50m misti mista  | Finale            | dq          | [ 34 ] |
| 2017 | Mondiali                | Budapest   | 50m rana           | 6º                | 26"91       |        |
| 2017 | Mondiali                | Budapest   | 100m rana          | 18º in batteria   | 1'00"08     |        |
| 2017 | Europei in vasca corta  | Copenaghen | 50m rana           | Oro               | 25"62       |        |
| 2017 | Europei in vasca corta  | Copenaghen | 100m rana          | Argento           | 56"15       |        |
| 2017 | Europei in vasca corta  | Copenaghen | 4×50m misti        | Argento           | 1'31"91     | [ 35 ] |
| 2017 | Europei in vasca corta  | Copenaghen | 4×50m misti mista  | 8º                | 1'39"43     | [ 36 ] |
| 2018 | Giochi del Mediterraneo | Tarragona  | 50m rana           | Oro               | 27"25       |        |
| 2018 | Giochi del Mediterraneo | Tarragona  | 100m rana          | Oro               | 1'00"36     |        |
| 2018 | Giochi del Mediterraneo | Tarragona  | 4x100m misti       | Finale            | dq          | [ 37 ] |
| 2018 | Europei                 | Glasgow    | 50m rana           | Argento           | 26"79       |        |
| 2018 | Europei                 | Glasgow    | 100m rana          | 5º                | 59"61       |        |
| 2018 | Europei                 | Glasgow    | 4×100m misti mista | Bronzo            | 3'44"85     | [ 38 ] |
| 2018 | Mondiali in vasca corta | Hangzhou   | 50m rana           | 9º in semifinale  | 26"06       |        |
| 2018 | Mondiali in vasca corta | Hangzhou   | 100m rana          | 4º                | 56"48       |        |
| 2018 | Mondiali in vasca corta | Hangzhou   | 4x50m misti        | 4º                | 1'31"54     | [ 39 ] |
| 2018 | Mondiali in vasca corta | Hangzhou   | 4×50m misti mista  | 5º                | 1'38"08     | [ 40 ] |
| 2019 | Mondiali                | Gwangju    | 50m rana           | Finale            | dq          |        |
| 2019 | Mondiali                | Gwangju    | 100m rana          | 9º in semifinale  | 59"22       |        |
| 2019 | Mondiali                | Gwangju    | 4x100 m misti      | 13º in batteria   | 3'35"23     | [ 41 ] |
| 2019 | Europei in vasca corta  | Glasgow    | 50m rana           | Bronzo            | 25"84       |        |
| 2019 | Europei in vasca corta  | Glasgow    | 100m rana          | Bronzo            | 56"55       |        |
| 2019 | Europei in vasca corta  | Glasgow    | 4x50m misti        | 4º                | 1'32"51     | [ 37 ] |
| 2021 | Europei in vasca corta  | Kazan'     | 50m rana           | 4º                | 25"79       |        |
| 2021 | Europei in vasca corta  | Kazan'     | 100m rana          | 5º                | 56"34       |        |
| 2022 | Giochi del Mediterraneo | Orano      | 50m rana           | Oro               | 26"97       |        |
| 2022 | Europei                 | Roma       | 50m rana           | 3º in batteria    | 26"89       | [ 42 ] |

### Campionati italiani
26 titoli individuali e 6 in staffetta, così ripartiti:
- 9 nei 50 m rana
- 14 nei 100 m rana
- 3 nei 100 m misti
- 3 nella staffetta 4×50 m mista
- 3 nella staffetta 4×100 m mista

nd = non disputata
| Anno | Edizione    | rana 50 m | rana 100 m | rana 200 m | misti 100 m | misti 200 m | mista 4×50 m | mista 4×100 m | stile libero 4x50 m |
| ---- | ----------- | --------- | ---------- | ---------- | ----------- | ----------- | ------------ | ------------- | ------------------- |
| 2007 | Estivi      | -         | 1          | -          | nd          | -           | nd           | -             | -                   |
| 2008 | Estivi      | -         | 3          | -          | nd          | 3           | nd           | -             | -                   |
| 2008 | Invernali   | -         | 2          | -          | 2           | 2           | nd           | -             | -                   |
| 2009 | Primaverili | -         | 1          | -          | nd          | -           | nd           | -             | -                   |
| 2009 | Estivi      | -         | 3          | -          | nd          | -           | nd           | -             | -                   |
| 2009 | Invernali   | 2         | 1          | 3          | -           | 3           | nd           | -             | -                   |
| 2010 | Primaverili | 2         | -          | -          | nd          | -           | nd           | -             | -                   |
| 2010 | Estivi      | 1         | 1          | -          | 1           | -           | nd           | -             | -                   |
| 2010 | Invernali   | 1         | 1          | -          | 1           | -           | 1            | nd            | -                   |
| 2011 | Primaverili | -         | 2          | -          | -           | -           | nd           | -             | -                   |
| 2011 | Estivi      | 1         | 1          | -          | 1           | -           | 1            | nd            | -                   |
| 2011 | Invernali   | 1         | 1          | -          | -           | -           | nd           | 2             | -                   |
| 2012 | Primaverili | 1         | 2          | -          | -           | -           | -            | -             | -                   |
| 2012 | Invernali   | 2         | 1          | -          | -           | -           | -            | -             | -                   |
| 2013 | Primaverili | 2         | 1          | -          | -           | 2           | -            | 3             | -                   |
| 2014 | Estivi      | -         | 1          | -          | -           | -           | -            | -             | -                   |
| 2014 | Invernali   | -         | -          | -          | -           | -           | -            | 3             | -                   |
| 2015 | Primaverili | 2         | 2          | -          | -           | -           | -            | 2             | -                   |
| 2015 | Invernali   | 2         | 3          | -          | -           | -           | -            | -             | -                   |
| 2016 | Primaverili | 2         | 2          | -          | -           | -           | -            | 1             | -                   |
| 2016 | Invernali   | 3         | 3          | -          | -           | -           | -            | 3             | -                   |
| 2017 | Primaverili | 2         | 2          | -          | -           | -           | -            | 1             | -                   |
| 2017 | Invernali   | 1         | 1          | -          | 3           | -           | 1            | -             | 2                   |
| 2018 | Primaverili | 1         | 1          | -          | -           | -           | -            | 2             | -                   |
| 2018 | Invernali   | 1         | 1          | -          | 3           | -           | 2            | -             | -                   |
| 2019 | Primaverili | 1         | 1          | -          | -           | -           | -            | 1             | -                   |
| 2019 | Invernali   | 2         | 3          | -          | -           | -           | -            | -             | -                   |
| 2020 | Estivi      | 2         | 2          | -          | -           | -           | -            | -             | -                   |
| 2021 | Invernali   | 2         | -          | -          | -           | -           | -            | -             | -                   |
| 2022 | Primaverili | 3         | -          | -          | -           | -           | -            | -             | -                   |
| 2022 | Estivi      | 2         | -          | -          | -           | -           | -            | -             | -                   |
| 2022 | Invernali   | 2         | 2          | -          | -           | -           | -            | -             | -                   |